# Nora Widmark
Camilla Agnora (Nora) Widmark, född Larsen 22 juli 1887 i Sandefjord i Norge, död 9 mars 1992 i Bjärred, var en norsk-svensk målare och skulptör.
Hon var dotter till sjökaptenen och polarforskaren Carl Anton Larsen och Andrine Thorsen samt från 18 september 1913 gift med professorn Erik Widmark. Efter examen från ett handelsgymnasium i Kristiania 1905 studerade Widmark vid Kristianias Kunst- og Haandværksskole och Konstakademi samt bedrev självstudier i London 1908–1909 och skulpturstudier för Alice Nordin. Hon genomgick Sydsvenska gymnastikinstitutet i Lund 1909–1911, Separat ställde hon bland annat ut på Lunds universitets konstmuseum 1925. Vid inrättandet av den nya Fysiologiska institutionen i Lund på 1920-talet gjorde hon skisserna till väggdekorationerna som senare utfördes i al fresko. Makarna Widmark är begravda på Nya kyrkogården i Helsingborg.    